# Paul Auguste Duvigneaud
Paul Auguste Duvigneaud ( 1913 - 1991 ) fue un botánico, micólogo, algólogo belga, que realizó extensas expediciones botánicas a Angola y a Congo francés.

## Algunas publicaciones
- 1955. Novidades da flora de Angola-V. Boletim da Sociedade Broteriana, sér. 2, 29: 85-86

### Libros
- -----------, Giltay, L. 1938. Catalogue des lichens du Belgique. Gembloux, 52 pp.

- -----------, Jean-Jacques Symoens. 1948. Cyanophycées. Ed. Hayez. 27 pp.

- 1949. Classification phytosociologique des tourbières de l'Europe. Gembloux, 71 pp.

- 1953. Les savanes du Bas-Congo: essai de phytosociologie topographique. N.º 7 de Travaux du Laboratoire de botanique systématique et de phytogéographie de l'Université libre de Bruxelles. Ed. Presses de "Lejeunia". 192 pp.

- 1959. Les "Acrocephalus" arborescents des plateaux katangais. N.º 5 de Etudes sur la végétation du Katanga et de ses sols métallifères. Ed. Univ. Libre. 44 pp.

- ---------, Simone Denaeyer-De Smet. 1963. Cuivre et végétation au Katanga. Travaux du Centre scientifique et médical de l'Université libre de Bruxelles en Afrique centrale, Centre scientifique et médical de l'Université libre de Bruxelles en Afrique centrale. Ed. CEMUBAC. 231 pp.

- 1978. La síntesis ecológica. Ed. Alhambra. 306 pp. ISBN 84-205-0595-1

- 1980. La synthèse écologique: populations, communautés, écosystèmes, biosphère, noosphère. Ed. Doin. 380 pp. ISBN 2-7040-0351-3

## Honores

### Eponimia
Especies
- (Convolvulaceae) Ipomoea duvigneaudii Lejoly & Lisowski[2]
- La abreviatura «P.A.Duvign.» se emplea para indicar a Paul Auguste Duvigneaud como autoridad en la descripción y clasificación científica de los vegetales.[3]